# Porzellanmaler

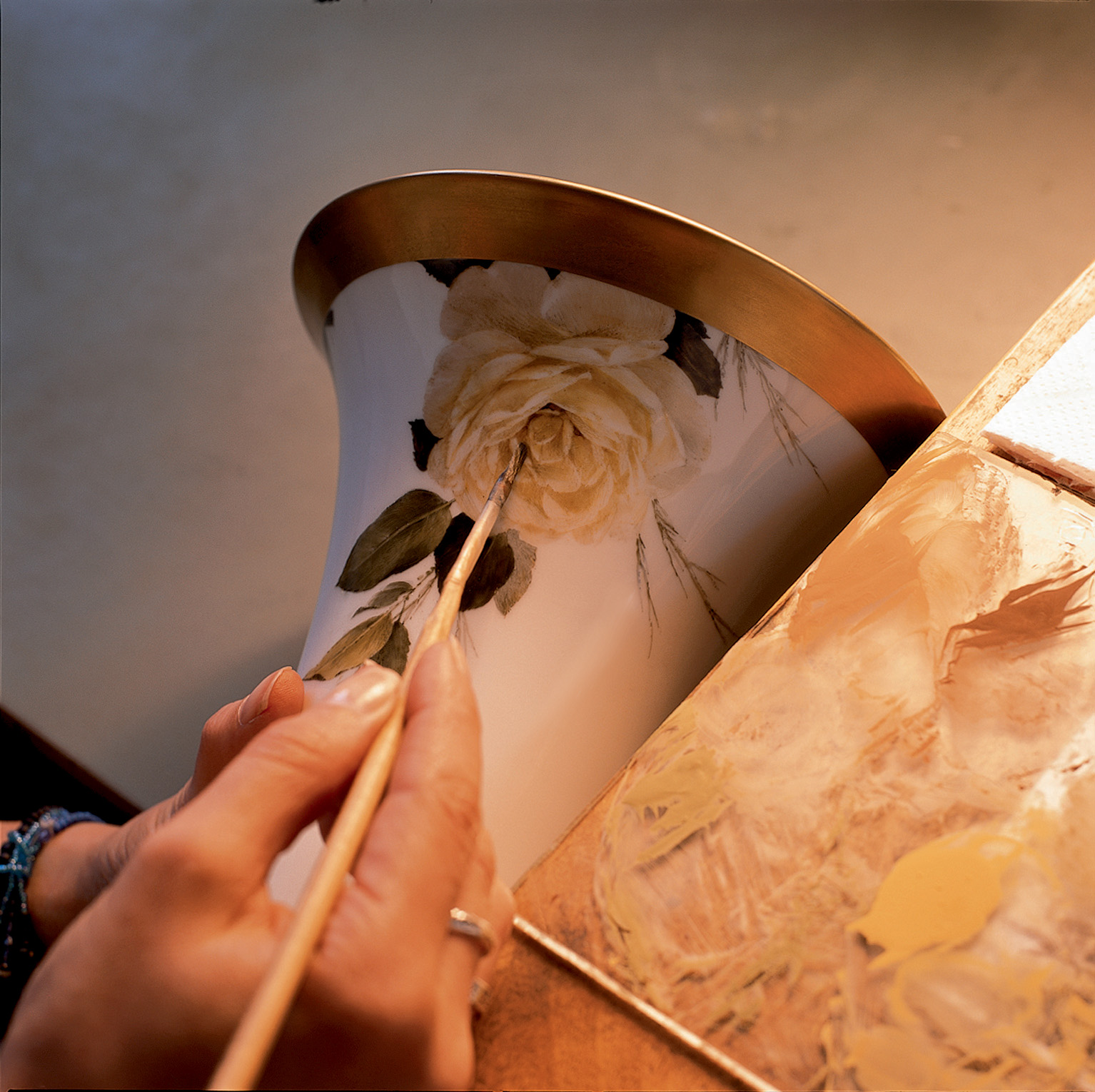
Ludwigsburger Porzellanmaler

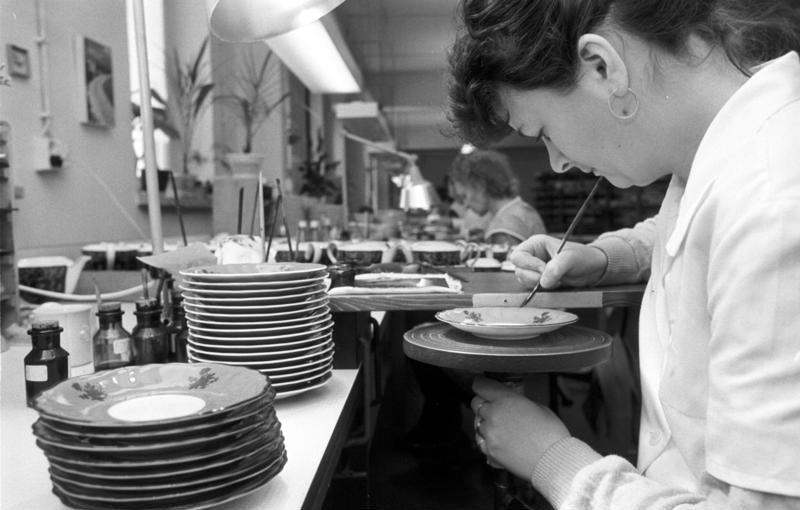
Porzellanmalerin beim VEB Weimar-Porzellan Blankenhain

Porzellanmaler, Glas- und Keramikmaler verzieren bzw. illustrieren Porzellan und Keramikprodukte, aber auch Flachglas und Hohlglas. Die Dekore (Porzellanmalerei) werden im manuellen oder teilmechanisierten Verfahren aufgebracht und im Brennofen eingebrannt. Ein künstlerisches Talent ist bei dieser kunsthandwerklichen Tätigkeit Voraussetzung.
Die moderne Bezeichnung als Ausbildungsberuf in Deutschland lautet Manufakturporzellanmaler.

## Geschichte
Unmittelbar nachdem es auch in Europa gelang, Porzellan herzustellen (Meißen, 1708) wurde dieses auch glasiert und farbig bemalt. Die Malerei auf Fayence war dem schon zeitlich vorausgegangen. Besonders qualitätvolle Malereien stammen von den sogenannten Hausmalern, die in der Frühzeit außerhalb der Manufakturen arbeiteten. Der weitaus überwiegende Teil des aus dem 18. Jahrhundert erhaltenen Porzellans ist farbig bemalt.
Viele Porzellanmaler wurden durch ihre Arbeiten berühmt, wie etwa Johann Gregorius Höroldt. Dieser prägte nach dem Tod von Johann Friedrich Böttger (1719) mit seinen Dekoren entscheidend den Charakter des Meißner Porzellans.
Spezialisten widmeten sich der Malerei auf Porzellanplatten, ein Genre, das in Thüringen besonders gepflegt und im 19. und 20. Jahrhundert geschätzt wurde.
Porzellanmaler hatten noch bis vor wenigen Jahrzehnten in den Manufakturen und Porzellanfabriken wegen ihrer künstlerischen Arbeitsweise eine Sonderstellung.

## Arbeitsweise

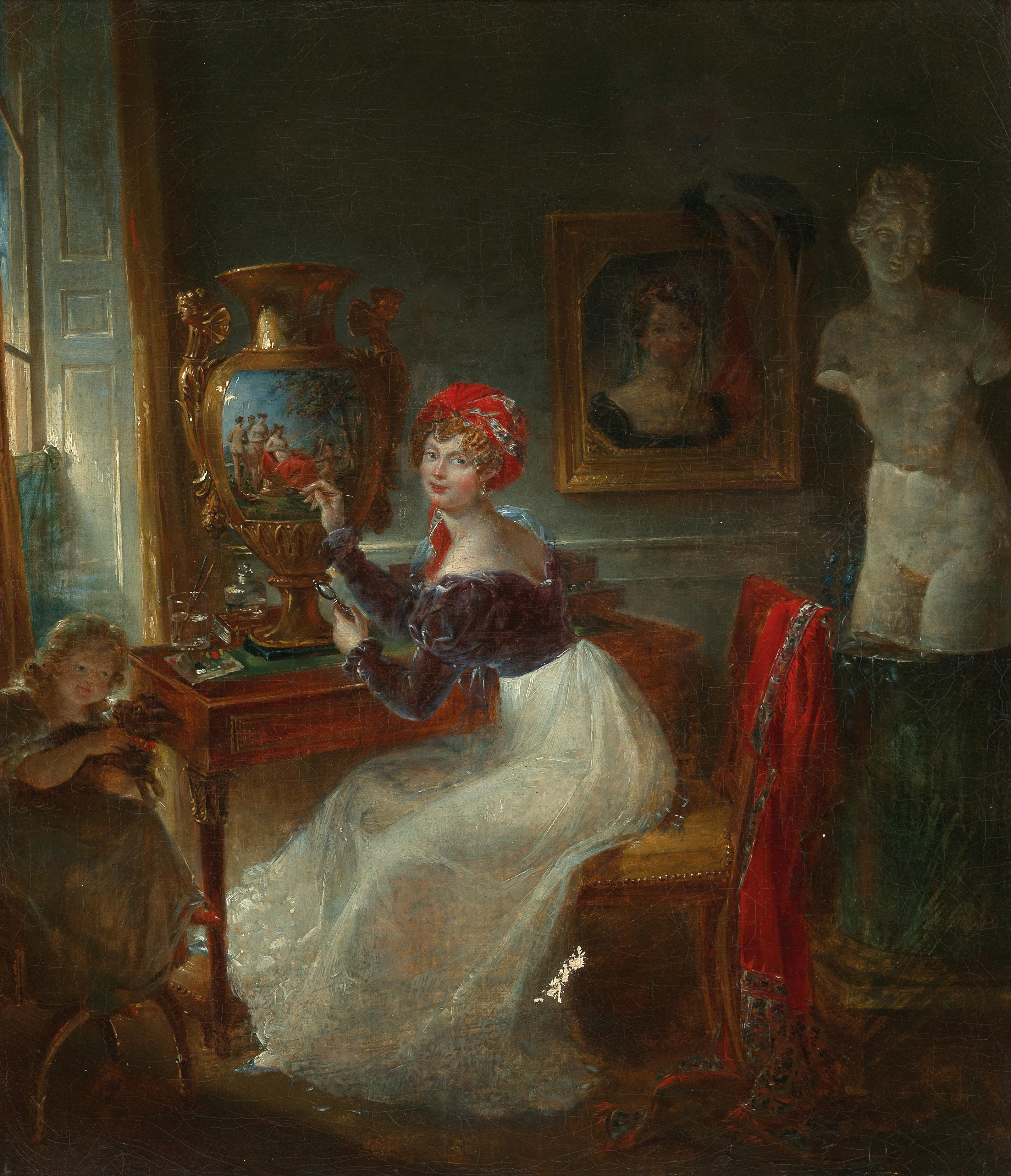
Marie-Victoire Jaquotot (1772–1855): Selbstbildnis der Künstlerin beim Bemalen einer Porzellanvase

Die zu verzierenden Porzellanteile werden vom Porzellanmaler mit Ränder-, Linien- und Bänderdekors, verschiedenen Schriftarten, Monogrammen, Blumen, Ornamenten oder anderen Motiven nach eigenen oder fremden Entwürfen (Malvorlagen für Porzellanmalerei) bemalt. Hierzu tragen sie keramische Farben und Edelmetallpräparate wie Gold und Silber von Hand mit dem Pinsel, der Feder oder einem Stempel auf. Die Pinselhaare bestehen bei Porzellanmalern meistens aus dem Fell des russischen Eichhörnchens – dem Feh. Man unterscheidet bei der Bemalung zwischen Aufglasurdekor, Inglasurdekor oder Unterglasurdekor. Als Unterglasurdekor bezeichnet man die Bemalung mit Unterglasurfarben nach dem ersten Brand (Rohbrand) des Porzellans. Als Inglasurdekor die Bemalung nach dem zweiten Brand (Gar- bzw. Glattbrand) des Porzellans. Beim Inglasurdekor wird das Porzellan nach der Bemalung mit Inglasurfarben ein drittes Mal (Dekorbrand) gebrannt. Beim Inglasurdekor werden besonders hitzebeständige Farben (Scharffeuerfarben oder Großfeuerfarben 1350 °C–1400 °C, Einsinkfarben 1200 °C–1280 °C) verwendet. Beim Aufglasurdekor wird das Porzellan nach der Bemalung ebenfalls ein drittes Mal (Dekorbrand) gebrannt. Aufglasurfarben (Muffelfarben) sind jedoch weniger hitzebeständig und werden daher bei niedrigeren Temperaturen (ca. 850 °C) aufgebrannt. Unterglasurdekore verlangen eine absolut ruhige Hand, weil sich etwaige Fehler bei der Bemalung, wegen der saugfähigen Oberfläche des Porzellans, nicht mehr korrigieren lassen. Unterglasurdekore sind durch die anschließend aufgebrachte Glasur besonders gut vor mechanischer Abnutzung geschützt. Inglasurdekore ebenfalls. Aufglasurdekore dagegen weniger. Porzellan-, Glas- und Keramikmaler arbeiten an Arbeitstischen in möglichst staubfreien, gleichmäßig beleuchteten Räumen. Zur Tätigkeit eines Porzellanmalers gehört auch das Arbeiten in einer Spritzkabine mit Spritzpistole und Schablonen.

## Heutiges Berufsbild
Der Manufakturporzellanmaler ist die moderne Bezeichnung für den klassischen Porzellanmaler und in Deutschland ein staatlich anerkannter Ausbildungsberuf nach Berufsbildungsgesetz.
Die Ausbildungsdauer zur Manufakturporzellanmaler beträgt in der Regel dreieinhalb Jahre. Die Ausbildung erfolgt an den Lernorten Betrieb und Berufsschule. Es handelt sich um einen Monoberuf.
Manufakturporzellanmaler finden ihren Arbeitsplatz in Betrieben der Porzellanindustrie, teilweise arbeiten sie auch bei Fliesenherstellern oder Produzenten von Weihnachtsschmuck.

## Liste von Porzellanmalern und -künstlern

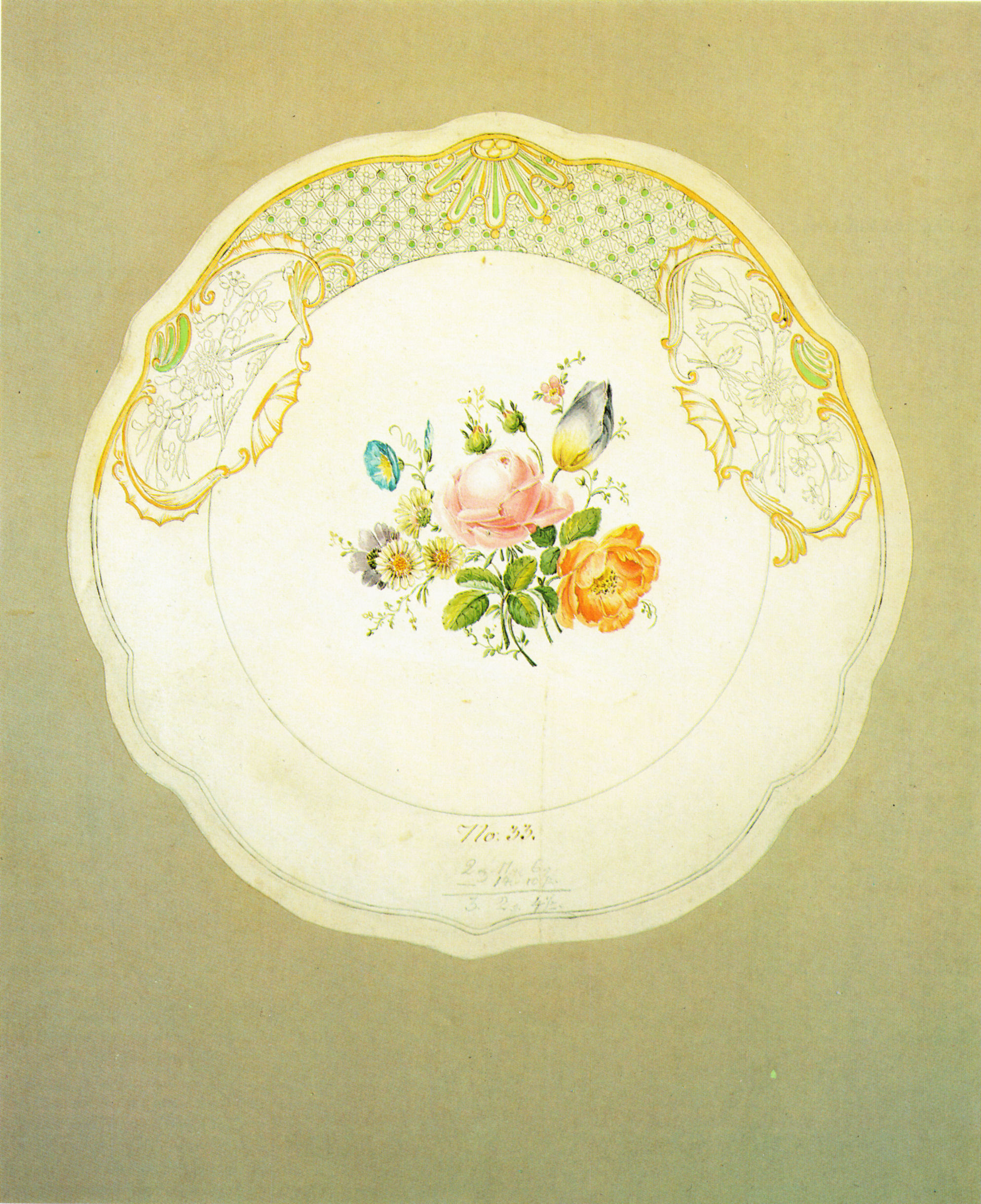
Entwurf für einen Teller (Georg Friedrich Kersting, ca. 1818)

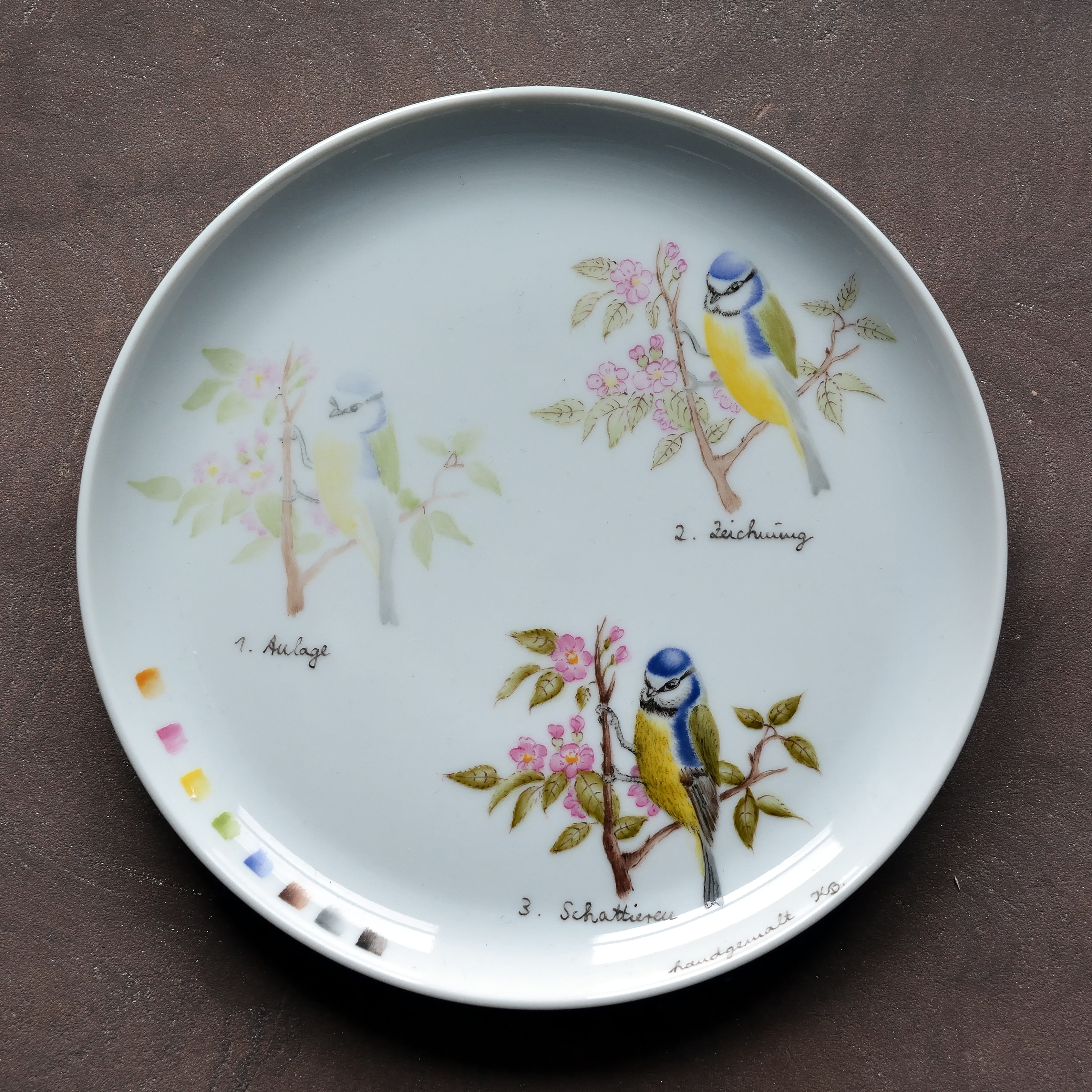
Stufen der Bemalung

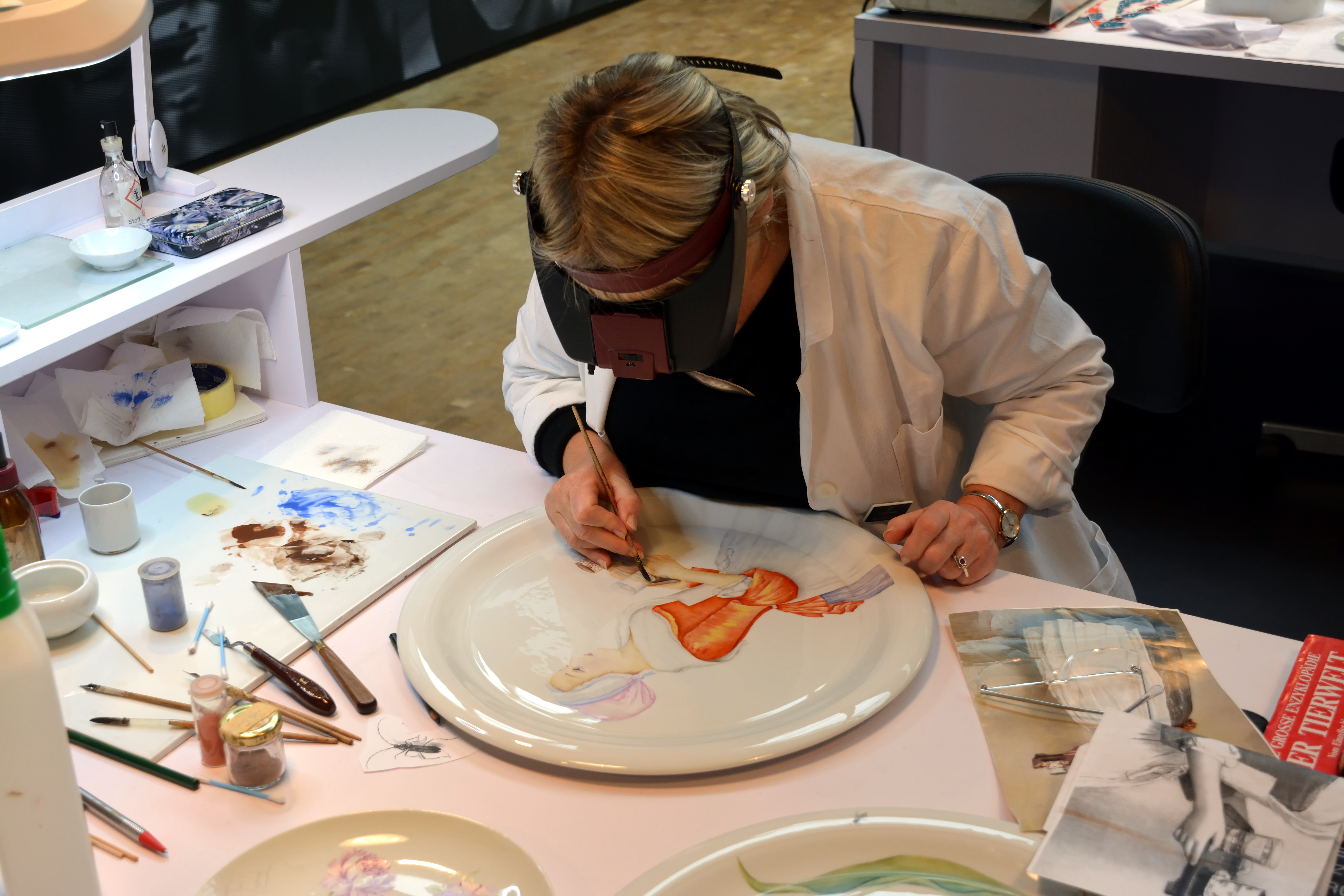
Bemalung eines Tellers nach der Pastellmalerei „Das Schokoladenmädchen“ im Museum Schloss Fürstenberg

- Sakaida Kakiemon (1596–1666), japanischer Porzellanmaler, der in Europa am meisten kopiert wurde
- Ignaz Preissler (1676–1741), schlesischer Glas- und Porzellanmaler
- David Köhler (1683–1723), erfand das Meißner Unterglasurblau
- Johann Gregorius Höroldt (1696–1775), Porzellanmaler und Farbchemiker, Direktor der Meißner Porzellanmanufaktur, gilt als Begründer der europäischen Porzellanmalerei
- Christian Friedrich Herold (1700–1779), Spezialist in der Meißner Figuren- und Goldmalerei
- Johann Gottfried Klinger (1701–1781), einer der besten Blumenmaler in Meißen
- Bonaventura Gottlieb Hoyer (1709–1782), einer der bedeutendsten Figurenmaler in Meißen
- Johann Martin Heinrici (1711–1786), Porzellanmaler in den Manufakturen Meißen und Frankenthal
- Joseph Philipp Dannhofer (1712–1790), Porzellanmaler in den Manufakturen Höchst, Ludwigsburg und Abtsbessingen
- Adam Friedrich von Löwenfinck (1714–1754), einer der berühmtesten Porzellan-Dekorgestalter des 18. Jahrhunderts aus Meißen und Gründer der Höchster Porzellanmanufaktur
- Gottlieb Friedrich Riedel (1724–1784), Obermaler in der Porzellan-Manufaktur Ludwigsburg, heutige Schlossmanufaktur.com
- John Bacon der Ältere (1740–1799), Bildhauer, Porzellanmaler und -modelleur
- Adolph Scharenberg (1766–1852), Porträtmaler und Porzellanmaler
- Johann Christoph Bauer, ab 1776 Porzellanmaler in Kopenhagen
- Gottfried Wilhelm Völcker (1775–1849), Porzellanmaler, Blumenmaler
- Anton Auer (1778–1814), Obermaler der Porzellanmanufaktur Nymphenburg
- Georg Friedrich Kersting (1785–1847), Maler und künstlerischer Leiter der Manufaktur Meißen
- Moise Jacobber (1786–1864), Porzellanmaler in der Manufaktur Sèvres
- Christian David Busch († 1790), Porzellanmaler in den Manufakturen Meißen, Wien, München, Sèvres, Kelsterbach
- Friedrich Wilhelm Delkeskamp (1794–1872), deutscher Maler, Porzellanmaler und Kupferstecher
- Josef Leithner (um 1800) Wiener Chemiker und Porzellanmaler, Entdecker des Kobaltblau
- Friedrich Karl Ens (1802–1865), bedeutendster Vertreter der Porzellanmalerei in Lauscha
- Johann Christian Ziegler (1803–1833), deutscher Porzellan- und Landschaftsmaler, Lithograph
- Maximilian Joseph Auer (1805–1878), Porzellanmaler in der Porzellanmanufaktur Nymphenburg
- Felix Bracquemond (1833–1914), französischer Maler und Porzellanmaler
- Theodor Grust (1857–1919), Genre- und Porzellanmaler
- Alexander Kips (1858–1910), deutscher Maler und Porzellanmaler, künstlerischer Leiter der Königlichen Porzellanmanufaktur Berlin
- Louis Scherf (1870–1955), Porzellanplattenmaler aus Lichte in Thüringen
- Albert Scherf (1876–1953), Porzellanplattenmaler aus Lichte[3]
- Konrad Hentschel (1872–1907), deutscher Modelleur und Porzellanmaler
- Bruno Mauder (1877–1948), Porzellanmaler und Glasgestalter
- Friedrich Wilhelm Spahr (1900–1945), Silberoverlay (galvanische Gestaltung auf Porzellan und Glas), Schwäb. Gmünd
- David Ludwig Bloch (1910–2002), Porzellanmaler, Maler und Lithograph